# Macrosatélite
Los macrosatélites son las repeticiones en tándem de ADN de tamaño más grande. Cada repetición de macrosatélite suele tener una longitud de varias kilobases y si sumamos el total de repeticiones de los macrosatélites en el ADN, a menudo, abarca cientos de kilobases.

## Importancia clínica
El macrosatélite con importancia clínica más conocido es el D4Z4. La disminución del número de repeticiones causa la distrofia muscular facioescapulohumeral (FSHD). La causa por medio de la eucromatización del ADN local. Otros macrosatélites son RS447, NBL2 y DXZ4,  aunque al RS447 también se lo conoce comúnmente como "megasatélite".
| Nombre     | Cromosoma      | Tamaño del total de repeticiónes (kbp) | Número de repeticiónes | Genes codificados | ARN no codificante | Relevancia clínica                                             |
| ---------- | -------------- | -------------------------------------- | ---------------------- | ----------------- | ------------------ | -------------------------------------------------------------- |
| D4Z4       | 4, 10          | 3.3                                    | 1-150                  | DUX4              | DBE-T              | Distrofia muscular facioescapulohumeral (FSHD), y síndrome ICF |
| DXZ4       | X              | 3                                      | 50-100                 | Ninguno           |                    | Inactivación de X                                              |
| RS447      | 4              | 4.7                                    | 20-103                 | USP17             |                    |                                                                |
| NBL2       | 13, 14, 15, 21 | 1.4                                    | No determinado         | Ninguno           | TNBL               | Asociado a algunos tipos de cáncer y al síndrome ICF           |
| RNU2       | 17             | 6.1                                    | 5-82                   | Ninguno           |                    |                                                                |
| TAF11-Like | 5              | 3.4                                    | 10-98                  | TAF11             |                    | Posiblemente esquizofrenia                                     |
| CT47       | X              | 4.8                                    | 4-17                   | CT47              |                    |                                                                |